# Ponginae
I Pongini (Ponginae) sono una sottofamiglia  di primati della famiglia degli Ominidi, le cui uniche specie viventi sono gli oranghi.

## Descrizione
Sono caratterizzati da braccia più lunghe delle gambe, colonna vertebrale diritta, denti robusti e cresta sagittale sul capo dei maschi.

## Biologia
I pongini sono in prevalenza vegetariani, ma talvolta si nutrono anche di carne cacciando piccoli animali.

## Tassonomia
In passato ai Pongini era stato assegnato il rango di famiglia (Pongidi). Attualmente sono considerati una sottofamiglia degli ominidi.
La sottofamiglia comprende un unico genere vivente e diversi generi estinti:
- Pongo (Oranghi):
  - Pongo pygmaeus (Orango del Borneo)
  - Pongo abelii (Orango di Sumatra)
  - Pongo tapanuliensis (Orango di Tapanuli)
  - † Pongo hooijeri
  - † Pongo weidenreichi

- Generi fossili:
  - † Ankarapithecus;[1]
  - † Gigantopithecus;[2]
  - † Khoratpithecus;[3]
  - † Lufengpithecus;[2]
  - † Sivapithecus (=Ramapithecus).[1][2]

Il genere Griphopithecus, più antico degli altri e antenato comune di più sottofamiglie, ha una collocazione problematica. Alcuni studiosi lo considerano affine agli oranghi, ma altri propongono addirittura di metterlo al di fuori della famiglia degli Ominidi, in una famiglia a sé stante.
I seguenti generi fossili sono talvolta inseriti tra i Pongini, ma diversi studiosi preferiscono attribuirli a una sottofamiglia distinta, i Driopitecini:
- † Dryopithecus;
- † Ouranopithecus.